# 草津町立温泉図書館
草津町立温泉図書館（くさつちょうりつおんせんとしょかん）は、群馬県吾妻郡草津町草津にある公立図書館。温泉地にある図書館として住民だけでなく観光客の利用も多い。
郷土資料の収集に特色があり、温泉やハンセン病に関する資料の所蔵数は日本国内の図書館では最大規模である。

## 利用案内
草津温泉の中心・湯畑から徒歩5分ほどのところに立地し、草津町民だけでなく観光客、別荘の住人、ホテル・旅館の従業員の利用も多いという特徴があり、図書館の登録利用者数は草津町の人口を上回っている。湯上りにふらりと立ち寄った、浴衣を着て下駄を履いた来館者も見られる。特に8月は観光のハイシーズンとなるため、観光業に従事する町民の利用が少なくなり、都会から来た観光客が目立つようになる。2008年（平成20年）3月時点の利用登録者のうち4割が草津町外に居住しており、東京都と神奈川県の住民が町外の登録者の半数を占める。館内では飲料を飲むことが許可されており、電源の提供も行っている。
最寄りの他の図書館（中之条町ツインプラザ図書館）へは自動車で約1時間、群馬県立図書館へは約2時間かかるという立地条件であるため、リクエストや相互貸借を利用してなるべく利用者の要望に応えられるような運営を心掛けている。図書館では相互貸借の制度を周知する活動も行っており、ほぼ毎日群馬県立図書館へ相互貸借依頼をかけているという。
温泉図書館は草津温泉バスターミナルの3階にある。元々3階には草津町温泉資料館があり、強酸性の草津の湯で釘が溶ける様子など、資料館から引き継いだ資料の展示も行っている。
- 開館時間：9時から17時まで
  - 17時に閉館するのは、それ以上開館しても利用者がいないためである[14]。
- 休館日：月曜日、祝日、祝日、月末日、年末年始
- 貸出制限：草津町民でなくても貸し出しが可能[13]。
- 貸出可能冊数：図書=無制限、CD=3点、映像資料=2点
- 貸出可能期間：図書=15日間、CD・映像資料=8日間

## 歴史

### 役場時代（1988-2015）

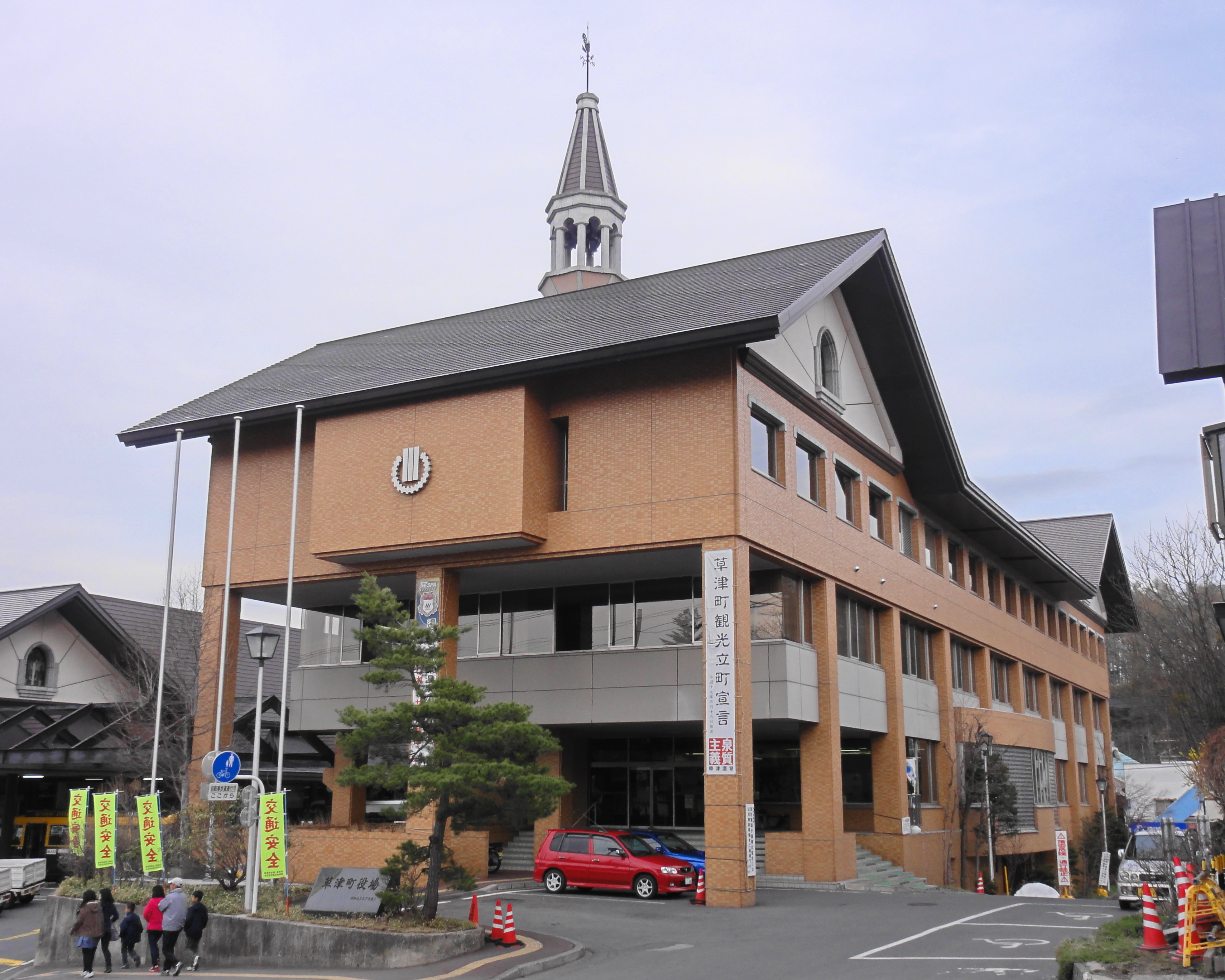
図書館があった草津町役場

草津町立図書館の開館前には公民館図書室が図書館の役割を担っていたが、極めて小規模であった。1988年（昭和63年）11月3日に、草津町立図書館として、草津町役場1階に開館した。隣接する町村は図書館未設置自治体であったため、草津町立図書館は先駆的な存在であった。開館当時からハンセン病に関する資料の収集を行っていた。開館時点での蔵書数は10,134冊で、うち約9,000冊は草津町名誉町民第1号の安部精二から受けた1000万円の寄付金で購入された。開館式には安部が招待され、テープカットを行った。
2015年（平成27年）の図書館は、専任1人・臨時職員1人という運営体制で、図書購入費は年間160万円と厳しいものであった。この頃には書庫や開架室の手狭さが顕著になっていた。草津町では移転検討をしたことがあったものの予算の都合で一度頓挫しており、図書館に隣接する研修室を図書館へ充てられないかという意見も出たが雲散霧消してしまった。2015年（平成27年）10月中旬に、草津温泉バスターミナルへ移転するためにいったん閉館した。閉館に当たっては、一部の利用者から「今のままでいい」など移転を惜しむ声が上がったという。

### バスターミナル時代（2015-）
2015年（平成27年）頃の草津町立図書館は本が入りきらない状態になっており、図書館では貸出冊数を無制限化し、1つの書棚に前後2列に本を並べる、書架の天板にも本を並べる、除籍・除架を進める、町内各地の倉庫に本を収納するなど対策を取っていた。また閲覧スペースの狭さも問題化しており、学習・読書に使えるのは15席しかなかったため、座席が足りない時には高齢者が子供用の椅子で新聞を読む姿も見られるようになっていた。こうした状況に利用者からは「本が探しにくい」、「読書スペースが狭い」などの苦言があった一方で、「古本屋のようだ」、「本に囲まれていて落ち着く」といった好意的な意見もあった。
一方、図書館のある役場に隣接する草津温泉バスターミナルでは、3階にある草津町温泉資料館やバスターミナル周辺の商店街の活性化が地域の課題となっていた。温泉資料館は約500点の資料を保有し、草津の歴史や温泉に関する展示を行っていたが、展示内容が固定化していたことと、有料であったことから来館者数は減少の一途であった。また住民や観光客の間からは、バスの待ち時間に立ち寄れる場所を求める声が上がっていた。そこで図書館を温泉資料館へ移転することが2015年（平成27年）初頭に決定、同年7月に温泉資料館を閉鎖して、資料の搬出と新図書館計画が同時並行で進められた。館内の施設配置は唯一の正規職員であった中沢孝之に一任され、愛知工業大学教授の中井孝幸の助力を得た。約4千万円をかけたバスターミナル3階の改修工事が10月に完了したため、同月中旬から書架や図書を新図書館へ移す作業が始まった。移転作業には外部業者を入れなかったため、図書館職員や教育長をはじめとする役場の職員、読み聞かせを行っているボランティアらによって図書を運び入れた。移転前の図書館は1階であったため、バスターミナルの3階へ本を搬入するのは大変であったという。
移転作業を終え、2015年（平成27年）11月3日に、名称を「草津町立温泉図書館」に改め、図書館は再開した。図書館の入り口にはのれんがかけられ、館内には温泉資料館から引き継いだ資料を展示するコーナー（約70 m2）も設けられた。座席は44席になり、館内にはゆとりが増え、観光客の来館も増加した。他方で図書館が3階になったため高齢者が利用する際に不便となり、「温泉図書館」に改名したことから温泉に関する資料しかないと誤解する人が現れるなどの課題も生じた。
2018年（平成30年）1月、草津白根山が噴火し、草津温泉は観光客が減少するなど大きな影響を受けた。そこで温泉図書館と交流のある館山市図書館が同年3月に「草津温泉応援コーナー」を設置し、火山や温泉に関する本など約80点の展示を行って草津町を応援した。この企画は展示資料の半数である約40点が3月上旬までに貸し出されるなど館山市民らの大きな関心を惹き寄せた。温泉図書館は館山市図書館に草津町の観光パンフレットや歴史資料を提供することで企画に協力した。

## 特色

### 収集資料の特色
「町の本棚」を運営方針に掲げており、赤ちゃんから高齢者まで使える図書館を目指している。そのため資料収集では、日常的に使う本から調べものや学習に役立つ本まで幅広く収集している。特に郷土資料と、国立療養所栗生楽泉園が町内にあることからハンセン病療養所に関する資料の収集に重点を置いている。貸出利用が多い図書は、文学、着物の着付けなどの旅館業関係、温泉関係である。
郷土資料は温泉、スキー、高山植物、火山に関する資料を集めている。これらは学術研究に堪えうるレベルから観光に役立つものまで幅広い。ハンセン病療養所に関する資料では、栗生楽泉園そのものに関する資料のほか、入所者の出版物まで収集している。郷土資料・ハンセン病関係資料は他の書棚とは別置きであるが、特に見出しなどは設けていない。温泉関係資料は約2,000冊、ハンセン病関係資料は約500冊あり、どちらも日本国内屈指の規模である。また資料を保有するだけでなく、2017年（平成29年）6月13日に新島学園高等学校の生徒がハンセン病の歴史について学びに草津町を訪問した際には、司書の中沢孝之がガイド役を務めている。
図書の購入先は、草津町内の書店2軒と町外の1軒である。出張で東京へ行く際に選書を兼ねて書店を訪ね、草津に戻って地元書店に本を発注するという。また民間の機械可読目録（MARC）を使わず、書誌情報の登録、図書のNDC分類、本の装備はすべて図書館員が行っている。これは1988年（昭和63年）の開館以来のこだわりであり、「一味違った図書館」を目指すという草津町立温泉図書館の意気込みを示すものである。

### サッカーチームのある街の図書館との連携
2009年（平成21年）より「バトル・オブ・スパ」と称し、サッカーのクラブチームの中で温泉地をホームとする街にある図書館と連携して、連携先のクラブチームや文化・観光に関する展示を開催している。この企画は草津町立図書館と愛媛FCを擁する愛媛県立図書館が初開催し、その後、大分トリニータを擁する別府市立図書館、モンテディオ山形を擁する上山市立図書館などが参加した。
同種の企画として2011年（平成23年）10月25日から12月4日にかけて、ザスパ草津（現・ザスパクサツ群馬）を擁する草津町立図書館は水戸ホーリーホックを擁する水戸市立内原図書館、栃木SCを擁する宇都宮市立東図書館と連携して「図書館で北関東ダービー!?」という企画を行った。この企画ではそれぞれの市町の歴史や文化について書かれた本を紹介するコーナーを設け、観光パンフレットなども置いた。

### 情報発信
図書館報「こんにちは図書館です」や草津町の広報紙「いでゆ」を使って図書館をPRしている。以前は新刊案内や資料の寄贈依頼など月並みな内容であったが、図書館の利用促進効果がなかったため、2012年（平成24年）より当時レファレンス依頼の多かった「学童疎開」にヒントを得て、「町の歴史」に関する連載を始めることにした。第1回は湯畑、第2回は江戸時代の絵図にある地名、第3回は疎開をテーマに選んだ。結果、町民から大きな反響があり、バックナンバーの提供依頼やホテル・旅館から感謝の声が寄せられたほか、これまで収集することが難しかった疎開に関する資料や情報が次々と提供された。
この連載について担当者の中沢孝之は1年は続けたいと決意表明していたが、2018年（平成30年）になっても継続している。同年2月の「いでゆ」では白根山噴火を受けて急きょ「本白根山の噴火」を取り上げた。